# Henri Bedimo
Henri Bedimo Nsamé (Douala, 1984. június 4. –) kameruni válogatott labdarúgó, jelenleg az Olympique Lyonnais játékosa. Posztját tekintve balhátvéd.

## Sikerei, díjai
Montpellier
- Franciak bajnok: 2011–12